# Bateria siatkowa

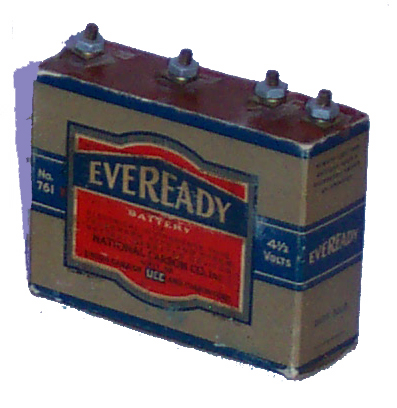
Bateria o napięciu 4,5V z 1943 r., uzyskiwane napięcia to 1,5V, 3V i 4,5V; wymiary 4 x 1,25 x 3 cala, masa 368 g.

Bateria siatkowa – zespół ogniw galwanicznych lub akumulatorów służący do zasilania obwodów siatkowych lamp elektronowych. Baterie siatkowe były stosowane w początkowym okresie rozwoju radiotechniki, do lat 30. XX w. Później  rozpowszechniła się tzw. polaryzacja automatyczna, niewymagająca stosowania dodatkowego źródła zasilania.